# Дипольд III фон Фобург
Дипольд III фон Фобург (нем. Diepold III. von Vohburg; ок. 1078 — 8 апреля 1146) — маркграф Нордгау, граф Наббурга, Фобурга и Хама из рода Рапотонидов.

## Биография

### Правление
Старший сын маркграфа Нордгау и Гингена Дипольда II фон Фобург и его жены Лиутгарды Церинген.
После гибели отца в битве при Мельрихштадте находился под опекой матери.
В 1093 году объявлен совершеннолетним и вступил в управление маркграфствами Нордгау и Гинген.
В 1099 году наследовал богатым родственникам — Ульриху фон Пассау и Рапото V фон Хам, умершим почти одновременно. Получил сеньорию Фобург, графства Хам и Наббург, и некоторые другие земли в Швабии и Австрии.
Участвовал в итальянских походах короля Генриха V в 1111 и 1116 годах.
Маркграф Наббурга с 1118 года.
Один из основателей монастыря Кастл (1103), основатель монастырей Рейхенбах (1119) и Вальдзассен (1133).

### Семья
Первая жена — Аделаида Польская (ок. 1090/91 — 1127), дочь князя Владислава I Германа. Дети:
- Дипольд IV (ум. ок. 1130)
- Евфемия (ум. до 1144), муж — Генрих III, граф фон Винценбург-Ассель (ум. 1146).
- Луитгарда (ум. 1148), муж — Фолькрат граф фон Лехсмюнд.
- Ютта (ум. 20 февраля 1175), муж — Фридрих IV, домфогт Регенсбурга.

Вторая жена — Кунигунда фон Байхлинген (ум. ок. 1140), дочь графа Куно, вдова Випрехта III, графа фон Гройч. Дети:
- Адела, наследница Эгерланда. Мужья: 1-й (1147) — Фридрих I Барбаросса, развод 1153 из-за бездетности; 2-й — Дито фон Равенсбург (ум. после 1173). Возможно, Адела — дочь от первой жены.
- Бертольд I (ум. после 1182), маркграф фон Хам (1154), маркграф фон Фобург (1157), фогт Райхенбаха (ок. 1160), фогт Зеона и монастыря Св. Павла в Регенсбурге (1174).
- Кунигунда (ум. 22 ноября 1184), муж — Отакар III (ум. 31 декабря 1164), маркграф Штирии.
- Адельхейда, муж — Поппо IV (ум. 1181/87), граф фон Лауфен.

Третья жена — София, дочь венгерского графа по имени Штефан. Дети:
- София (ум. 1177), муж — Конрад II (ум. после 1193), граф фон Пейлштайн.
- Дипольд VI (род. 1132/1134, ум. 21 октября 1181/1185), с 1157 соправитель Бертольда I в маркграфстве Фобург.

Возможно, дочерью Дипольда была также Эмма, жена Фолфнера фон Тегернванх.